# تنغ زرد غلال (تشين)
تنغ زرد غلال (بالفارسية: تنگ زردگلال) هي قرية تقع في إيران في قسم تشین الريفي. يقدر عدد سكانها بـ 23 نسمة بحسب إحصاء 2016.